# Gran Premio de Quebec 2023
La 12.ª edición de la clásica ciclista Gran Premio de Quebec fue una carrera en Canadá que se celebró el 8 de septiembre de 2023 por los alrededores de la ciudad de Quebec, al que se le dieron 16 vueltas a un circuito de 12,6 km para completar un recorrido de 201,6 kilómetros.
La carrera formó parte del UCI WorldTour 2023, siendo la trigésimo segunda competición del calendario de máxima categoría mundial. El vencedor fue el belga Arnaud De Lie del Lotto Dstny, quien estuvo acompañado en el podio por el neozelandés Corbin Strong del Israel-Premier Tech y el australiano Michael Matthews del Jayco AlUla, segundo y tercer clasificado respectivamente.

## Recorrido
El Gran Premio de Quebec dispuso de un recorrido total de 201,6 kilómetros, donde los ciclistas en la parte final disputaron un circuito de 16 vueltas de 12,6 kilómetros hasta la línea de meta.

## Equipos participantes
Tomaron parte en la carrera 23 equipos: 18 de categoría UCI WorldTeam invitados por la organización, 4 de categoría UCI ProTeam y la selección nacional de Canadá. Formaron así un pelotón de 160 ciclistas de los que acabaron 137. Los equipos participantes fueron:
| WorldTeams (18)- AG2R Citroën Team - Alpecin-Deceuninck - Astana Qazaqstan Team - Bahrain Victorious - Bora-Hansgrohe - Cofidis - EF Education-EasyPost - Groupama-FDJ - Ineos Grenadiers - Intermarché-Circus-Wanty - Jumbo-Visma - Movistar Team - Soudal Quick-Step - Arkéa-Samsic - Team DSM-Firmenich - Team Jayco AlUla - Lidl-Trek - UAE Team Emirates ProTeams (4)- Israel-Premier Tech - Lotto Dstny - Team Novo Nordisk - Tudor Pro Cycling Team Equipo nacional- Canadá |
| |

## Clasificación final
- La clasificación finalizó de la siguiente forma:[4]

### Clasificación general
| \| Clasificación general \| Clasificación general \| Clasificación general \| Clasificación general \| Clasificación general \| \| Ciclista \| Ciclista \| Equipo \| Tiempo \| \| \| --------------------- \| --------------------- \| ------------------------ \| --------------------- \| --------------------- \| \| 1.º \| Arnaud De Lie \| Lotto Dstny \| 4 h 47 min 36 s \| \| \| 2.º \| Corbin Strong \| Israel-Premier Tech \| + 0 s \| \| \| 3.º \| Michael Matthews \| Team Jayco AlUla \| + 0 s \| \| \| 4.º \| Alex Aranburu \| Movistar Team \| + 0 s \| \| \| 5.º \| Matej Mohorič \| Bahrain Victorious \| + 0 s \| \| \| 6.º \| Christophe Laporte \| Jumbo-Visma \| + 0 s \| \| \| 7.º \| Alexander Kamp \| Tudor Pro Cycling Team \| + 0 s \| \| \| 8.º \| Marc Hirschi \| UAE Team Emirates \| + 0 s \| \| \| 9.º \| Julian Alaphilippe \| Soudal Quick-Step \| + 0 s \| \| \| 10.º \| Mattias Skjelmose \| Lidl-Trek \| + 0 s \| \| \| 11.º \| Axel Zingle \| Cofidis \| + 0 s \| \| \| 12.º \| Victor Lafay \| Cofidis \| + 0 s \| \| \| 13.º \| Quinten Hermans \| Alpecin-Deceuninck \| + 0 s \| \| \| 14.º \| Mike Teunissen \| Intermarché-Circus-Wanty \| + 0 s \| \| \| 15.º \| Kristian Sbaragli \| Alpecin-Deceuninck \| + 0 s \| \| \| 16.º \| Matis Louvel \| Arkéa-Samsic \| + 0 s \| \| \| 17.º \| Adam Yates \| UAE Team Emirates \| + 0 s \| \| \| 18.º \| Diego Ulissi \| UAE Team Emirates \| + 0 s \| \| \| 19.º \| Clément Champoussin \| Arkéa-Samsic \| + 0 s \| \| \| 20.º \| Neilson Powless \| EF Education-EasyPost \| + 0 s \| \| |                     |                          |                 |
| |                     |                          |                 |
| Fuente: ProCyclingStats |                     |                          |                 |
| Clasificación general |                     |                          |                 |
| Ciclista | Ciclista            | Equipo                   | Tiempo          |
| 1.º | Arnaud De Lie       | Lotto Dstny              | 4 h 47 min 36 s |
| 2.º | Corbin Strong       | Israel-Premier Tech      | + 0 s           |
| 3.º | Michael Matthews    | Team Jayco AlUla         | + 0 s           |
| 4.º | Alex Aranburu       | Movistar Team            | + 0 s           |
| 5.º | Matej Mohorič       | Bahrain Victorious       | + 0 s           |
| 6.º | Christophe Laporte  | Jumbo-Visma              | + 0 s           |
| 7.º | Alexander Kamp      | Tudor Pro Cycling Team   | + 0 s           |
| 8.º | Marc Hirschi        | UAE Team Emirates        | + 0 s           |
| 9.º | Julian Alaphilippe  | Soudal Quick-Step        | + 0 s           |
| 10.º | Mattias Skjelmose   | Lidl-Trek                | + 0 s           |
| 11.º | Axel Zingle         | Cofidis                  | + 0 s           |
| 12.º | Victor Lafay        | Cofidis                  | + 0 s           |
| 13.º | Quinten Hermans     | Alpecin-Deceuninck       | + 0 s           |
| 14.º | Mike Teunissen      | Intermarché-Circus-Wanty | + 0 s           |
| 15.º | Kristian Sbaragli   | Alpecin-Deceuninck       | + 0 s           |
| 16.º | Matis Louvel        | Arkéa-Samsic             | + 0 s           |
| 17.º | Adam Yates          | UAE Team Emirates        | + 0 s           |
| 18.º | Diego Ulissi        | UAE Team Emirates        | + 0 s           |
| 19.º | Clément Champoussin | Arkéa-Samsic             | + 0 s           |
| 20.º | Neilson Powless     | EF Education-EasyPost    | + 0 s           |

## Ciclistas participantes y posiciones finales
Convenciones:
- AB-N: Abandono en la etapa N
- FLT-N: Retiro por llegada fuera del límite de tiempo en la etapa N
- NTS-N: No tomó la salida para la etapa N
- DES-N: Descalificado o expulsado en la etapa N

## UCI World Ranking
El Gran Premio de Quebec otorgó puntos para el UCI World Ranking para corredores de los equipos en las categorías UCI WorldTeam, UCI ProTeam y Continental. Las siguientes tablas son el baremo de puntuación y los diez corredores que obtuvieron más puntos:
| Posición   | 1.º | 2.º | 3.º | 4.º | 5.º | 6.º | 7.º | 8.º | 9.º | 10.º | 11.º | 12.º | 13.º | 14.º | 15.º | 16.º-20.º | 21.º-30.º | 31.º-50.º | 51.º-55.º | 56.º-60.º |
| Puntuación | 500 | 400 | 325 | 275 | 225 | 175 | 150 | 125 | 100 | 85   | 70   | 60   | 50   | 40   | 35   | 30        | 20        | 10        | 5         | 3         |

| Clasificación |                          |                     |        |
| Ciclista      | Ciclista                 | Equipo              | Puntos |
| ------------- | ------------------------ | ------------------- | ------ |
| 1.º           | Arnaud De Lie            | Lotto Dstny         | 500    |
| 2.º           | Corbin Strong            | Israel-Premier Tech | 400    |
| 3.º           | Michael Matthews         | Jayco AlUla         | 325    |
| 4.º           | Alex Aranburu            | Movistar            | 275    |
| 5.º           | Matej Mohorič            | Bahrain Victorious  | 225    |
| 6.º           | Christophe Laporte       | Jumbo-Visma         | 175    |
| 7.º           | Alexander Kamp           | Tudor               | 150    |
| 8.º           | Marc Hirschi             | UAE Emirates        | 125    |
| 9.º           | Julian Alaphilippe       | Soudal Quick-Step   | 100    |
| 10.º          | Mattias Skjelmose Jensen | Lidl-Trek           | 85     |